# Hela Ayari
Hela Al-Ayari (ar. هالة العياري; ur. 26 sierpnia 1994) – tunezyjska judoczka. Olimpijka z Rio de Janeiro 2016, gdzie zajęła dziewiąte miejsce w wadze półlekkiej.
Uczestniczka mistrzostw świata w 2014 i 2015. Startowała w Pucharze Świata w 2012, 2015 i 2016. Brązowa medalistka igrzysk śródziemnomorskich w 2013. Wicemistrzyni igrzysk afrykańskich w 2015, a także igrzysk panarabskich w 2011. Sześciokrotna medalistka mistrzostw Afryki w latach 2012 - 2018.

## Letnie Igrzyska Olimpijskie 2016
| Konkurencja | Eliminacje            | Klas. końcowa |
| Konkurencja | Przeciwnik I          | Miejsce       |
| ----------- | --------------------- | ------------- |
| 52 kg       | Érika Miranda (BRA) P | 9.            |